# 戸井克成
戸井 克成（とい かつなり、1963年3月6日 - ）は、日本のプロレスラー。

## 概要
サラリーマン生活を中断して、安達勝治（ミスター・ヒト）がトレーナーを務めるカルガリーのプロレス養成所で現石川県知事の馳浩らと修行に励み、1991年8月7日にW★INGプロモーション後楽園ホール大会におけるジプシー・ジョー戦でデビュー。デビュー1か月後の9月12日、W★ING四日市大会でダニー・デービスを破り、USWA世界ジュニアヘビー級王座を獲得。
その後はPWC、FMW、WWSなどのインディー団体を転々とするが、度重なる試合中の怪我と内臓疾患などによりプロレスを断念。FMWではポーゴ松永同盟に所属。チーム・カナダと共闘していたが、リッキー・フジとのタッグで誤爆が続き不協和音の原因となる。軍団対抗戦にも出場したものの、リッキーとのシングル戦には敗れてしまった。
その後は再び会社員に戻るが、2001年にフリーとして復活。「新宿バトルエイド」を立ち上げて女性の為の護身術教室を開催したり、歌舞伎町パトロールに従事するほか、NPO法人新宿救護センターの理事職としてボランティア活動にも従事した。
その後キム・ドクと共に若手選手育成を行い、レッドタイガー（陳宝帥）・雷電・雅角をデビューさせた。
また自らも様々な団体へ参戦し、また定期的に福祉と格闘技の交流イベント「バトルエイド」(BATTLE AID)を開催した。
2012年7月17日、プロレス未開の地である中国へ進出。黒龍江省佳木斯市で行われた市民祭の一部（文化交流）として、バトルエイドとして総勢25名近い選手・スタッフを引き連れてプロレス興行を成功させた。
2013年7月26日、バトルエイド興行として「伝説の毒蛇」ことジョージ高野（ザ・コブラ）復活をプロデュース。
2019年現在は、プロレスリングSECRET BASE、クレージーユニオン、WWSなどのインディー団体に参戦して活躍している。
2023年より東京新宿大久保公園で初というプロレスイベント｢カウント3は決して終わりではない｣を開催して成功させると一般紙にも掲載されて注目を集めた。保護司にも任命され、マイノリティ救済活動など、独自の社会貢献活動を展開している。

## リングネーム
- 戸井克成
- 戸井マサル（デビュー当時）
- 上海キッド（マスクマン）
- トーキョータイガー（ペイントレスラー）

## 得意技
ダイビングフットスタンプ
プランチャ
スピンキック

## 入場曲
- 傷だらけの天使 - 井上堯之バンド